# 고지마 미쿠
고지마 미쿠(일본어: 小島 美玖, 1996년 8월 30일 ~ )는 일본의 여자 축구 선수이다.

## 구단 경력
나데시코 리그, WE리그의 알비렉스 니가타, AS 엘펜 사이타마, AS 하리마 앨비언에서 활동했다.

## 국가대표팀 경력
그녀는 2012년 FIFA U-17 여자 월드컵에 참가할 일본 U-17 국가대표팀에 발탁되었으며, 3경기에 출전했다.